# La Dame de Monsoreau (miniserie televisiva)
La dame de Monsoreau è una miniserie televisiva del 1971 diretta da Yannick Andréi e tratta dal romanzo omonimo di Alexandre Dumas.

## Episodi
- Les Épées et la Dame blonde
- L'Homme en noir
- La Nuit du fou
- La Coupe brisée
- Les Merlettes de Lorraine
- Les Fougères de Méridor
- Le Guet-apens